# Bielkenstierna
Bielkenstierna (Bjelkenstjerna, även kallad Årstasläkten) var en svensk friherrlig ätt (nummer 28), vars äldsta kända stamfader är Hans Wijnman (nämnd 1490), son till Märta Andersdotter (Hålbonäsätten) och Klas Winman, som tillhörde släkten Wijnman, en adlig ätt från Livland.
Av ättens medlemmar ägnade sig flera generationer åt sjövapnet och nådde den högsta officersgraden. Av dessa må nämnas ovannämnda Hans Wijnmans sonsons sonson Hans Claesson (1574–1620), som blev "överste amiral". En bror till denne var Nils Claesson (omkring 1582–1622), även han amiral.
Hans Claessons son, Claes Hansson (1615–1662), blev 1626 introducerad på riddarhuset i svenneklassen under nr. 13 och 1649 uppflyttad i riddarklassen under nr. 27 samt upphöjd till friherre 1652 och antog då namnet Bielkenstierna.  Ätten utslocknade på svärdssidan med en son till honom, överstelöjtnanten Axel Bielkenstierna (född 1648), som stupade i sjöslaget utanför Ölands södra udde 1 juni 1676.

## Bielkenstiernska gravkoret i Österhaninge kyrka
Det Bielkenstiernska gravkoret vid Österhaninge kyrkas östra gavel byggdes år 1663 för amiralen Claes Hansson Bielkenstierna, ägare av Årsta slott. Byggherre var hans hustru Barbro Åkesdotter (Natt och Dag). Arkitekten är okänd. Gravvalvet ligger till stora delar ovan mark varför gravkorets golv reser sig några meter högre än kyrkorummets. 
Sedan sonen Axel Bielkenstierna (1648-1676) omkommit i sjöslaget vid Öland den 1 juni 1676, beställde Barbro Åkesdotter (Natt och Dag) från den flamländske skulptören Nicolaes Millich det stora minnesmärket av italiensk marmor. Motivet är en symbolisk allegori över den utdöende ätten Bielkenstierna. Skulpturgruppen placerades i gravkorets fond bakom altaret. Monumentet kom på plats först 1683 efter att även Barbro Åkesdotter (Natt och Dag) avlidit och hon blivit begravd i Bielkenstiernska gravkoret. 
En gravhäll i koret över Hans Claesson (Bielkenstierna) och Elisabeth Gyllenstierna låg tidigare över en tumba i kyrkans kor men flyttades till gravkoret när detta stod färdigt. Smidesgallret i öppningen till gravkoret tillkom vid kyrkans restaurering 1972–1973 under ledning av arkitekt Jörgen Fåk.